# Tungkal II (Tungkal Ilir)
Tungkal II is een bestuurslaag in het regentschap Tanjung Jabung Barat van de provincie Jambi, Indonesië. Tungkal II telt 19.584 inwoners (volkstelling 2010).